# 高田駅 (新潟県)
高田駅（たかだえき）は、新潟県上越市仲町にある、えちごトキめき鉄道（ETR）妙高はねうまラインの駅である。

## 概要
当駅は江戸時代に高田藩の城下町として栄えた、上越市の高田市街地にある。
海岸部の直江津駅は在来線のターミナル駅として、内陸側の上越妙高駅は2015年（平成27年）3月14日に開業した北陸新幹線の停車駅として、それぞれ鉄道の要衝となっているが、当駅周辺の高田地区中心部は上越市の中心市街地の一つとして、大規模な商店街をはじめ国や県の出先機関や高等学校などの文教施設が集積しており、上越市南部の中心駅に位置付けられている。なお上越市役所の本庁舎（木田庁舎）の最寄り駅は、当駅と直江津駅の間に位置する春日山駅である。
JTB時刻表では、当駅を中心駅としており、利用者も上越市では最多である。
前掲の新幹線開業前までは東日本旅客鉄道（JR東日本）信越本線の駅であったが、開通に際し並行在来線として経営分離され、えちごトキめき鉄道へ移管された。また、2005 - 2015年までは自動改札機が設置されていたが、経営分離に併せて維持費問題等から撤去された。

## 歴史
- 1886年（明治19年）8月15日：国鉄の駅として開設[1][2]。
- 1947年（昭和22年）10月12日：高田市内に昭和天皇の戦後巡幸。当駅発、上田駅着のお召し列車が運行[3]。
- 1952年（昭和27年）
  - 9月15日：駅舎改築起工式挙行[4]。
  - 12月：新駅舎竣工[2]、26日に落成式[5]。
- 1963年（昭和38年）1月13日：駅前広場が舗装される[6]。
- 1964年（昭和39年）6月10日 - 昭和天皇、香淳皇后が第19回国民体育大会開催に合わせて県内を行幸啓。高田駅発、田口駅行きのお召し列車が運行[7]。
- 1978年（昭和53年）12月27日：駅舎内に喫茶・軽食の「グリーンたかだ」開店[8]。
- 1979年（昭和54年）12月：立体式自転車駐輪場が設置される[9]。
- 1984年（昭和59年）2月1日：貨物取扱廃止[10]。
- 1985年（昭和60年）7月20日：駅前広場脇に国鉄直営のラーメン店「ラーメン壱番館」開店[11]。
- 1987年（昭和62年）4月1日：国鉄分割民営化に伴い、東日本旅客鉄道（JR東日本）の駅となる。
- 2002年（平成14年）4月4日：上越市の「駅前雁木建設事業」のうち、雁木型アーケードの駅前広場部が竣工[2]。
- 2005年（平成17年）12月1日：自動改札機運用開始。
- 2010年（平成22年）12月24日：現跨線橋使用開始[12]。
- 2015年（平成27年）3月14日：北陸新幹線長野駅 - 金沢駅間延伸に伴い、えちごトキめき鉄道へ移管[2]。それに伴い3月13日を以って自動改札機の運用を終了[13]。
- 2017年（平成29年）5月1日：JR線の発券システムをビジネスえきねっとからマルス端末に更新。
- 2018年（平成30年）3月17日：ダイヤ改正に伴い、あいの風とやま鉄道線・日本海ひすいラインからの直通列車（泊駅 → 新井間）が設定される。

### 駅周辺の整備事業について
当駅前広場内の歩行者道は、上越市が1999年（平成11年）度から実施した「高田駅前雁木建設事業」により整備された雁木型アーケードで覆われている。事業着手前、駅前広場内にはアーケードが架設されていなかったが、高田地区の玄関口に相応しい都市景観形成と、歩行者や駅利用者の歩行環境改善を目的として整備が進められた。既存の駅舎をそのまま活用する形で整備されたアーケードは「城下町」をテーマにデザインされたものだが、駅正面部には東京駅丸の内駅舎のイメージもデザインに取入れられており、支柱部等に赤レンガ風のタイルが使用されている。
また現在の駅出入口は東側のみだが、上越市では駅西側に広がる寺町の町並み整備等の市街地整備方針等から成る「中心市街地（高田地区）活性化基本計画」などを踏まえ、駅西側居住者の利便性確保や市街地の回遊性向上等を目的として、2006年（平成18年）度から「高田駅西口整備事業」を実施しており、長期的には橋上駅舎への改築を視野に事業が進められている。2010年に竣工した現在の跨線橋は西口整備事業の一環として、市の交通バリアフリー構想に基づいて整備されたもので、建設事業はJR東日本が実施し、費用の一部は市の補助金によって賄われた。

## 駅構造
単式ホーム1面1線と島式ホーム1面2線、計2面3線を有する地上駅で、単式ホーム東側に面して駅舎が所在し、ホーム間は南側にある跨線橋で連絡している。
えちごトキめき鉄道の直営駅（社員配置）で、駅構内にはタッチパネル式自動券売機・窓口・有人改札口（営業時間 7：00 - 18：00 ）・売店「NewDays」・化粧室のほか、自動販売機や待合室、さらには観光案内所が設置されている。
窓口ではETR線の乗車券・ETRオリジナルグッズのほかマルス端末（JR線の乗り入れがないため旅行業扱い）が配置されており 、全国のJR線の乗車券、特急券（自由席・指定席・グリーン券）・特別企画乗車券（えちごツーデーパスなど）が購入可能。バリアフリー対策として、跨線橋にはエレベーターが計2基設置されている。

### 経営分離前
分離前はJR東日本新潟支社が管理する直営駅（駅長配置）で、自駅のみの単駅管理駅として運営が行われていた。改札口には自動改札機が5通路設置されていたが、移管に際して運用を終了した。
またJRグループ内では西日本旅客鉄道（JR西日本）和歌山線の高田駅（たかだえき）・九州旅客鉄道（JR九州）長崎本線の高田駅（こうだえき）の2駅が当駅と同一表記であることから、両駅と区別するために乗車券類の券面には「（信）高田」と表示されていた。

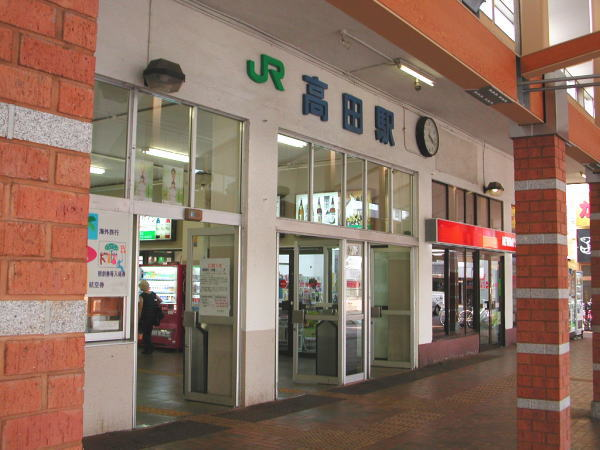
入口（2004年7月）
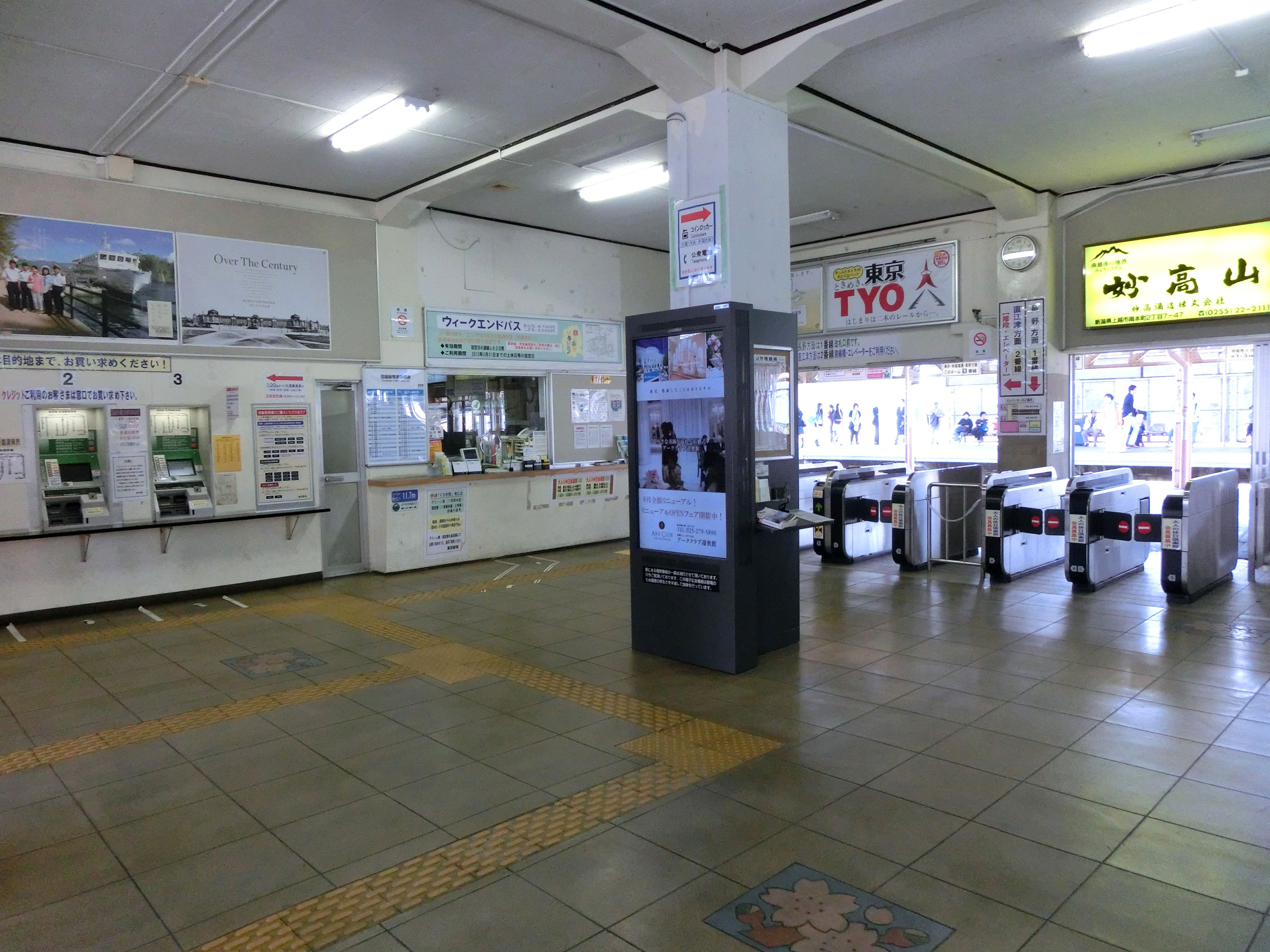
コンコース（2012年10月）

### のりば
東側から順に、下記のように配置されている。
| のりば | 路線                | 方向                             | 行先                             |
| ------ | ------------------- | -------------------------------- | -------------------------------- |
| 1      | ■妙高はねうまライン | 上り                             | 上越妙高・新井・妙高高原方面     |
| 2      | ■妙高はねうまライン | 下り                             | 直江津方面                       |
| 3      | ■妙高はねうまライン | （臨時ホーム・主に当駅折り返し） | （臨時ホーム・主に当駅折り返し） |

- 3番のりばを発着する定期列車はないが、毎年4月上旬から中旬にかけて運転される臨時快速列車「高田お花見号」・観光列車「雪月花」などの臨時列車の入線等に運用される。また、3番のりばの西側には車庫と側線が各1線設けられており、そのうち北側（直江津方）のみに繋がっている側線は電化されている。

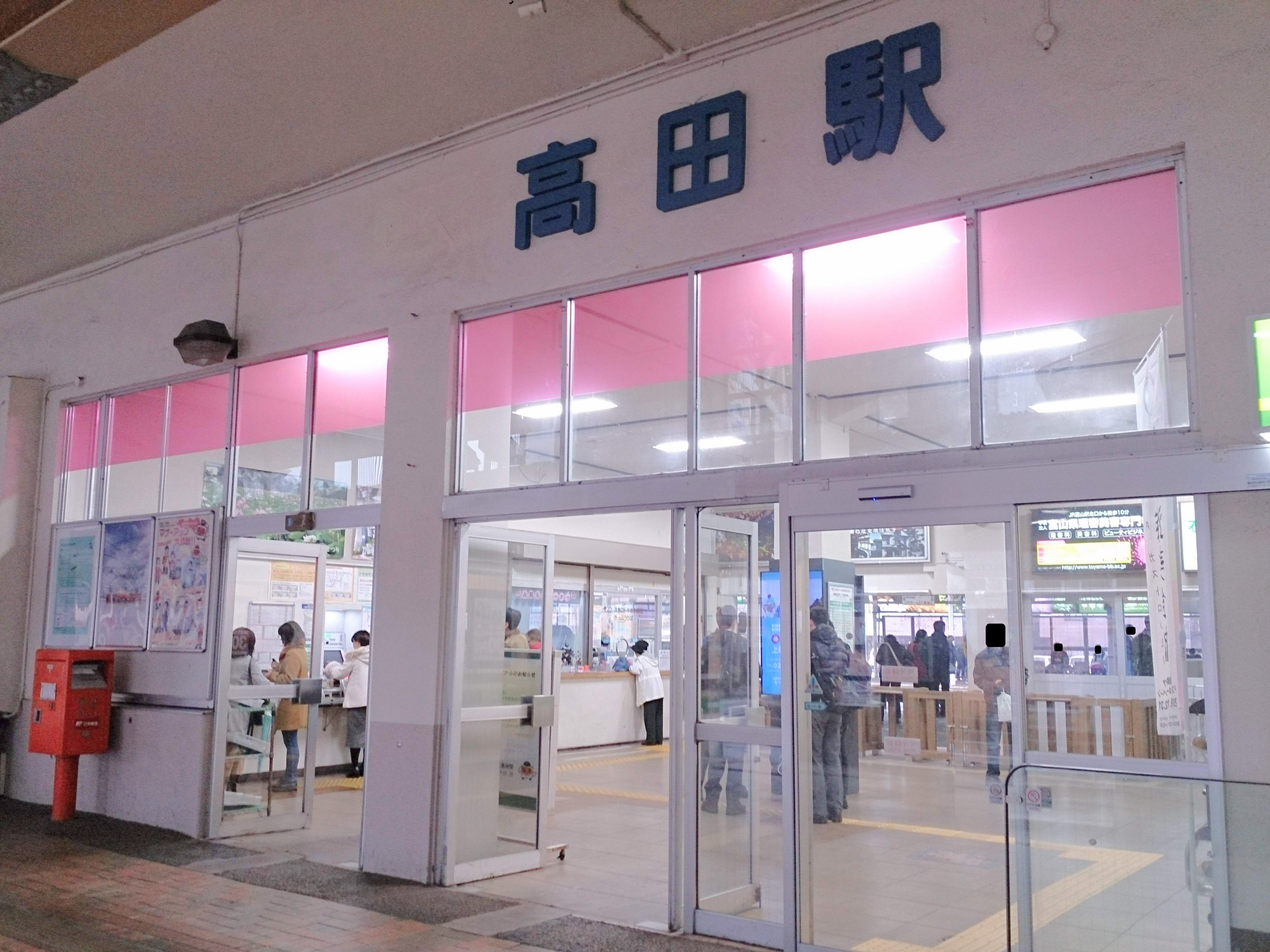
入口（2018年11月）
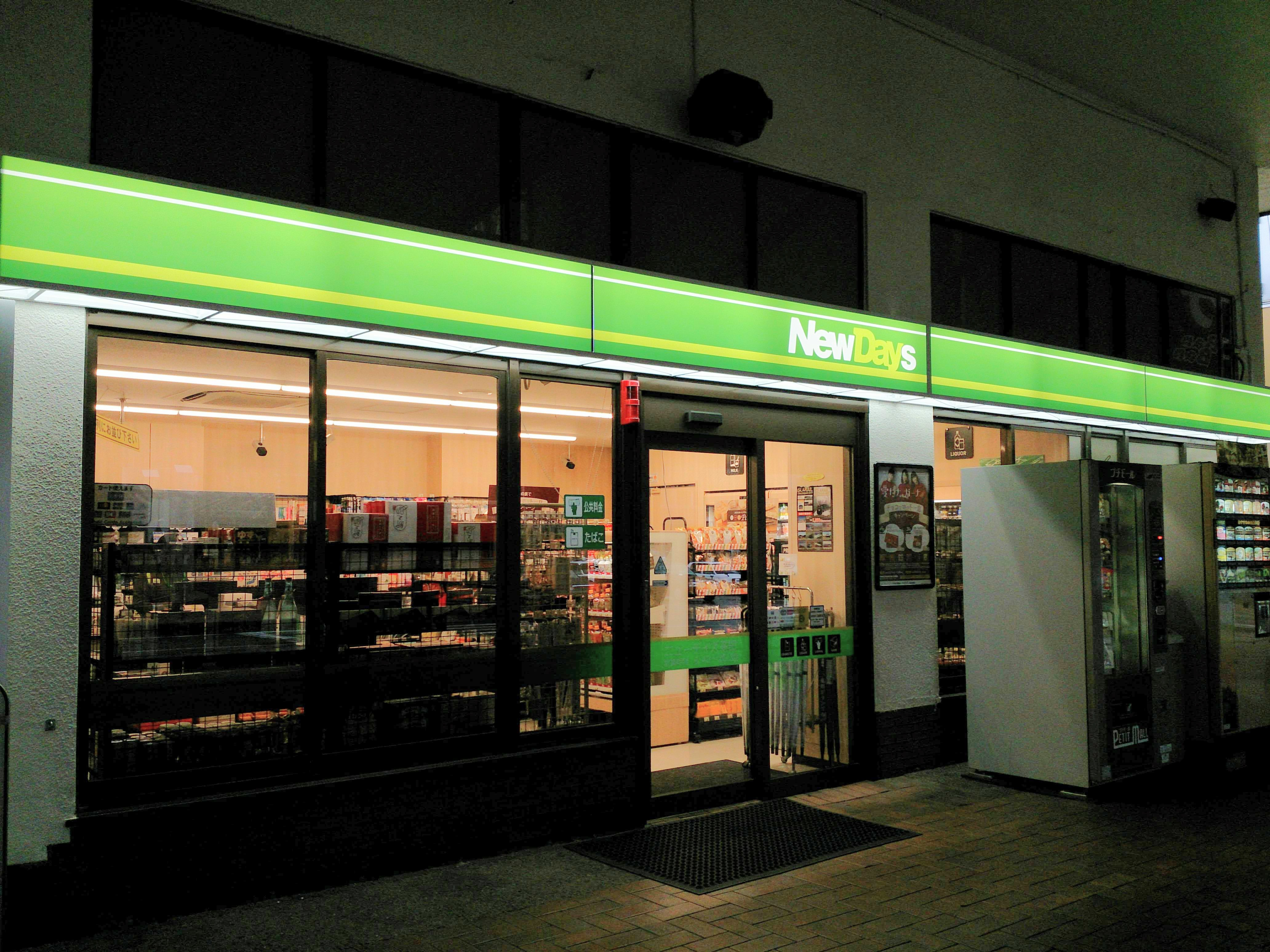
売店「NewDays」（2018年11月）
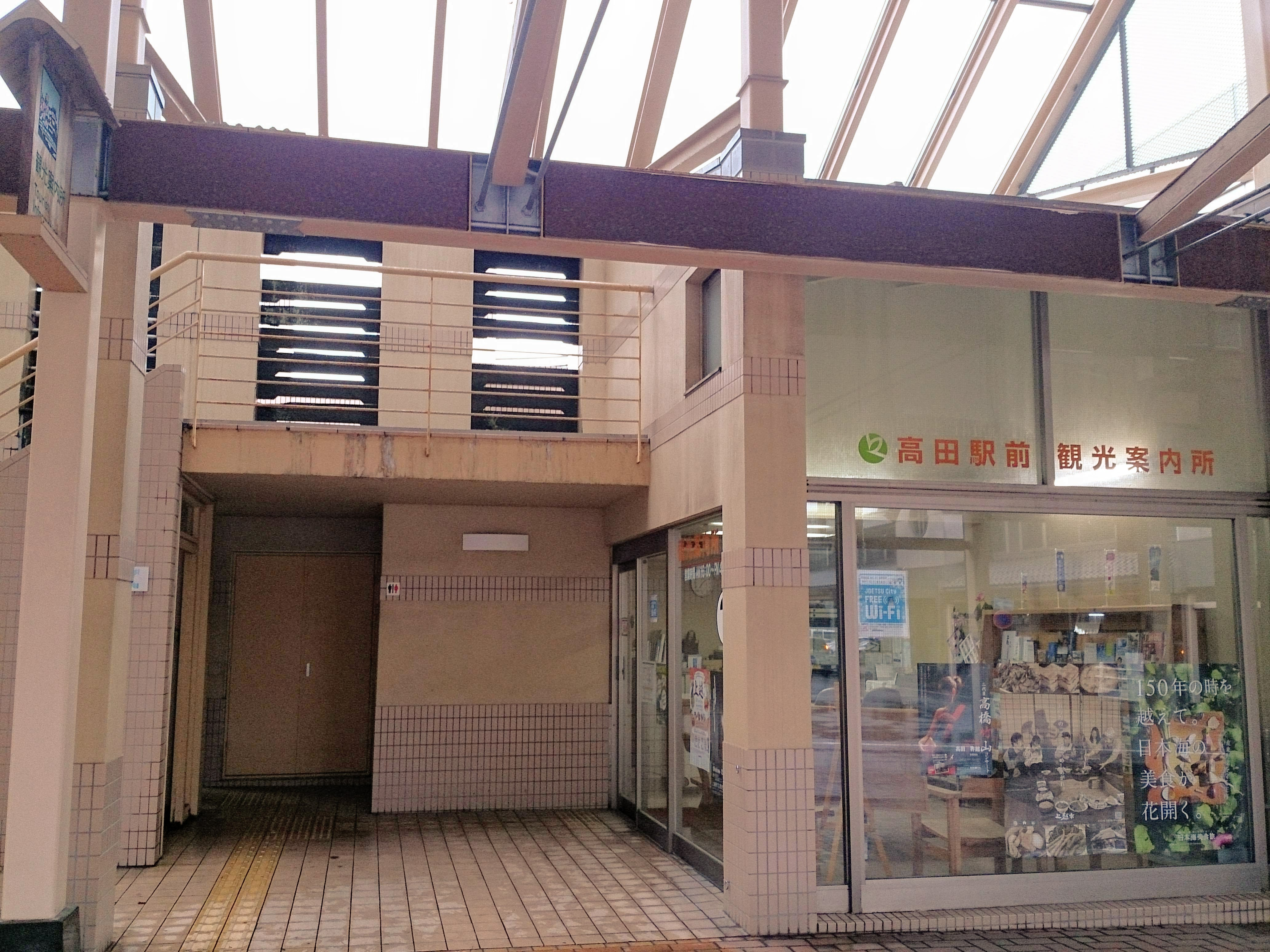
観光案内所（2018年11月）
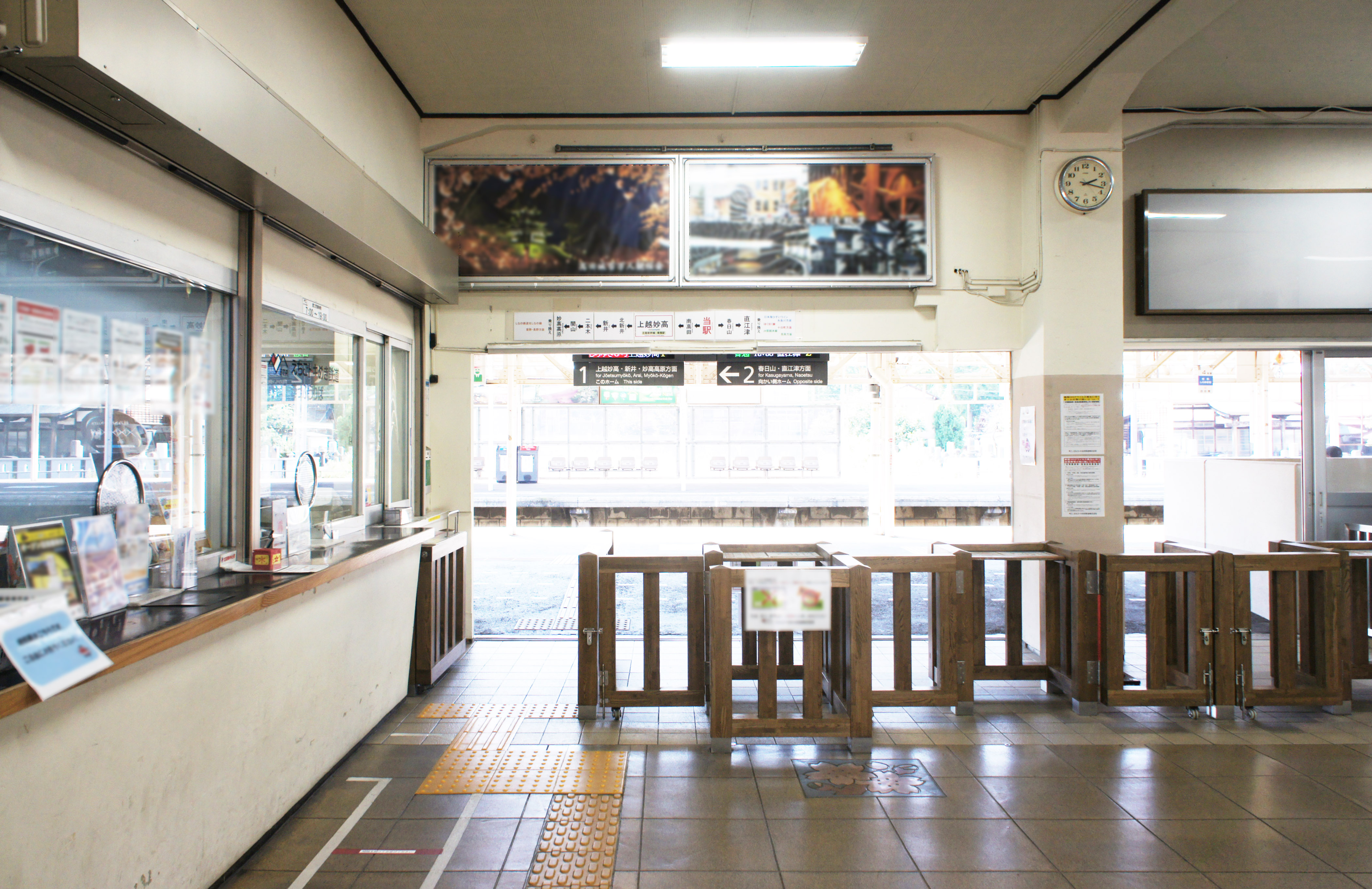
改札口（2021年8月）
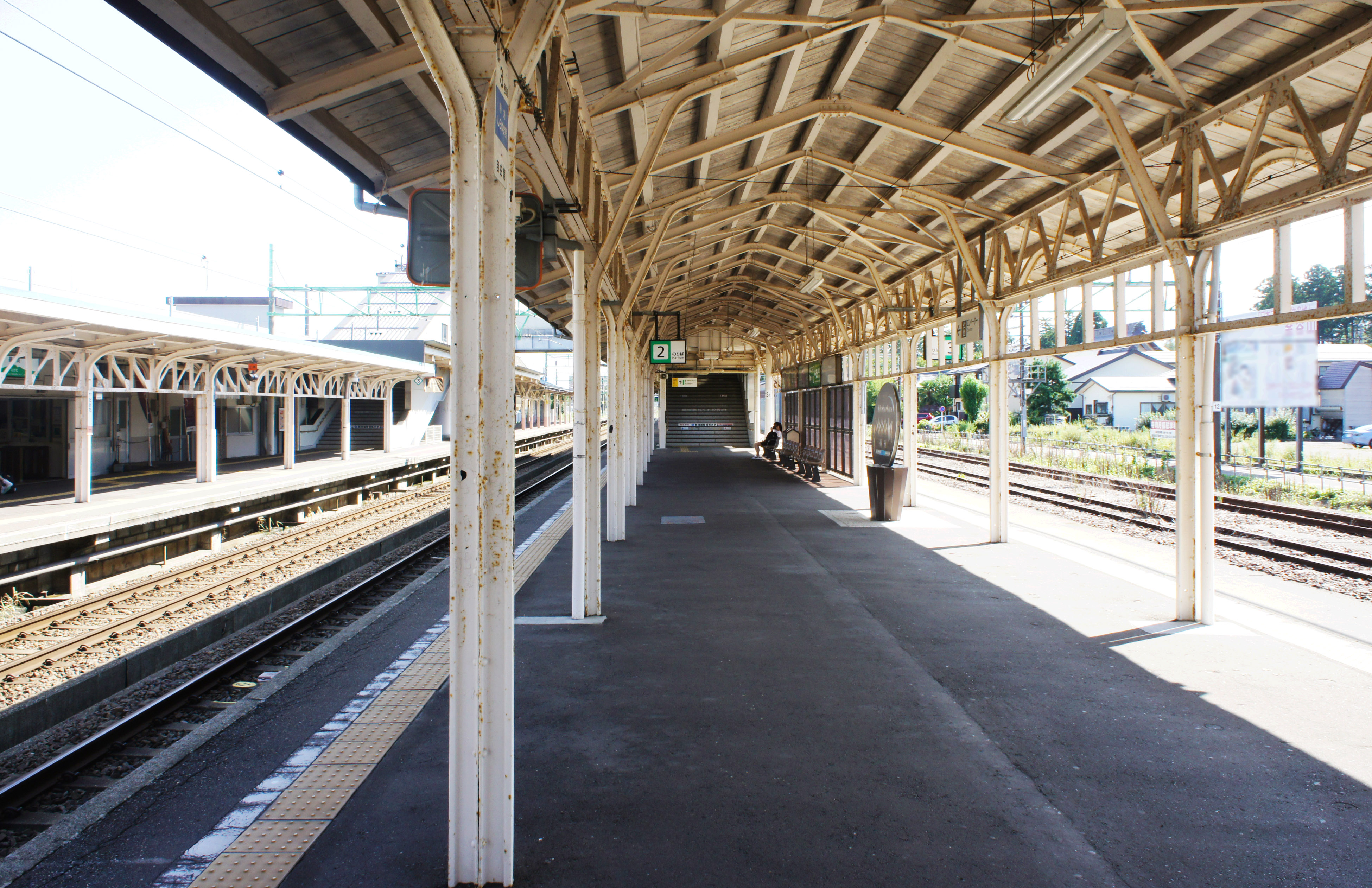
ホーム（2021年8月）

## 利用状況
2023年度（令和5年度）の1日平均乗車人員は2,060人である。
2000年度（平成12年度）以降の推移は以下のとおりである。なお、2000年度（平成12年度）- 2014年度（平成26年度）の統計はJR東日本時代のものである。また、2014年度（平成26年度）の統計は非公表である。
| 乗車人員推移       | 乗車人員推移     | 乗車人員推移    |
| 年度               | 1日平均 乗車人員 | 出典            |
| ------------------ | ---------------- | --------------- |
| 2000年（平成12年） | 3,062            | [ 利用客数 2 ]  |
| 2001年（平成13年） | 3,003            | [ 利用客数 3 ]  |
| 2002年（平成14年） | 2,839            | [ 利用客数 4 ]  |
| 2003年（平成15年） | 2,715            | [ 利用客数 5 ]  |
| 2004年（平成16年） | 2,577            | [ 利用客数 6 ]  |
| 2005年（平成17年） | 2,512            | [ 利用客数 7 ]  |
| 2006年（平成18年） | 2,510            | [ 利用客数 8 ]  |
| 2007年（平成19年） | 2,529            | [ 利用客数 9 ]  |
| 2008年（平成20年） | 2,480            | [ 利用客数 10 ] |
| 2009年（平成21年） | 2,369            | [ 利用客数 11 ] |
| 2010年（平成22年） | 2,353            | [ 利用客数 12 ] |
| 2011年（平成23年） | 2,307            | [ 利用客数 13 ] |
| 2012年（平成24年） | 2,300            | [ 利用客数 14 ] |
| 2013年（平成25年） | 2,410            | [ 利用客数 15 ] |
| 2014年（平成26年） | 非公表           | 非公表          |
| 2015年（平成27年） | 2,162            | [ 利用客数 16 ] |
| 2016年（平成28年） | 2,266            | [ 利用客数 17 ] |
| 2017年（平成29年） | 2,342            | [ 利用客数 18 ] |
| 2018年（平成30年） | 2,301            | [ 利用客数 19 ] |
| 2019年（令和元年） | 2,276            | [ 利用客数 20 ] |
| 2020年（令和02年） | 1,875            | [ 利用客数 21 ] |
| 2021年（令和03年） | 1,944            | [ 利用客数 22 ] |
| 2022年（令和04年） | 2,005            | [ 利用客数 23 ] |
| 2023年（令和05年） | 2,060            | [ 利用客数 1 ]  |

## 駅周辺

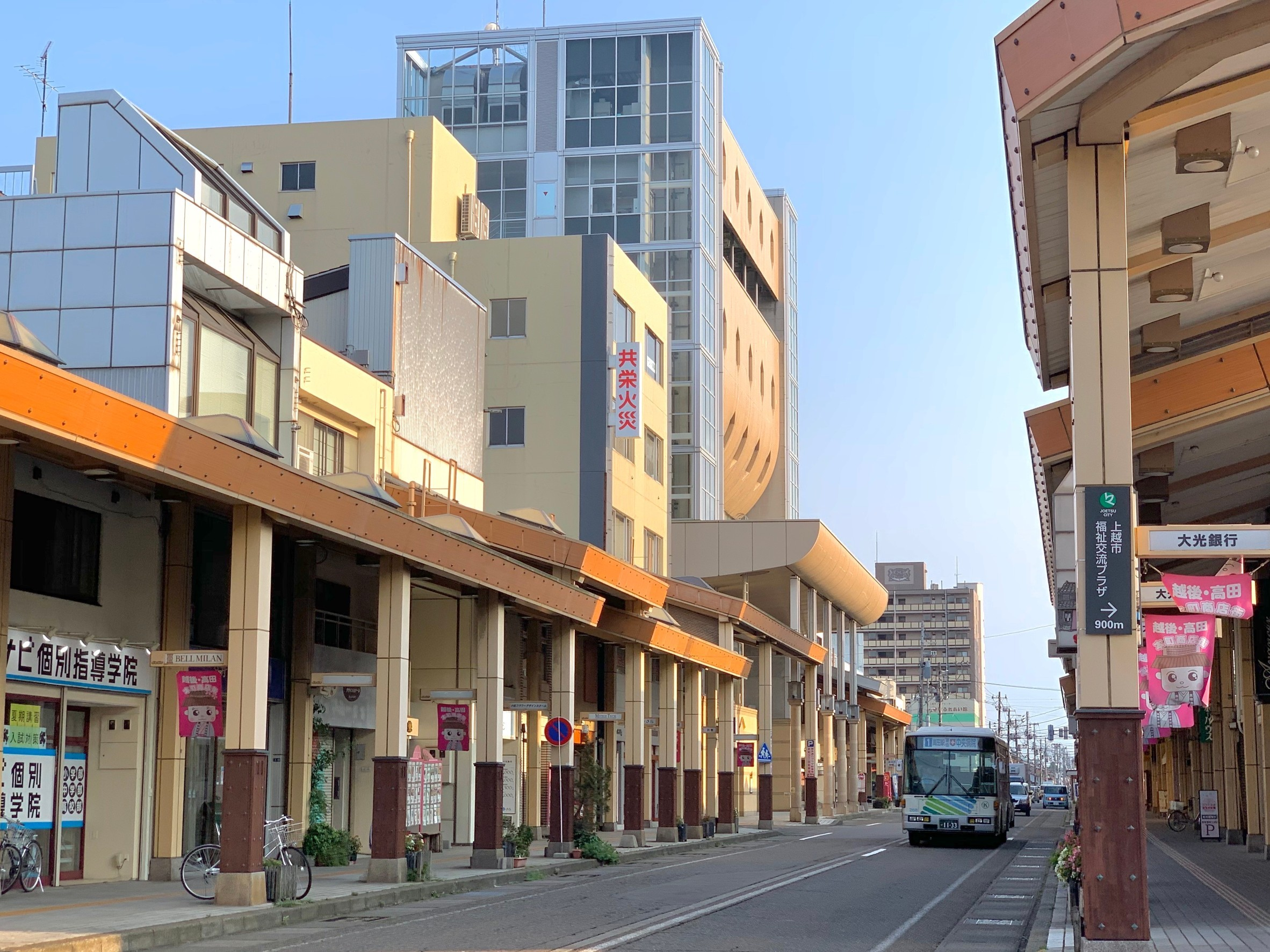
アーケードが続く高田市街（2020年8月）

駅周辺は高田地区の中心地（高田城の城下町）で、駅舎に面する東側は中心市街地となっている。

### 駅周辺の交通網
- 新潟県道38号高田停車場線
- 新潟県道198号青柳高田線
- 新潟県道199号横畑高田線
- 新潟県道579号上越脇野田新井線

### 駅前
駅前やその周辺には雁木や前述の雁木型アーケードを有する通りが広がり、飲食店・金融機関などが多く所在する商店街が形成されているほか、公共施設も多く立地する。東へ1 kmほどのところには高田城跡の高田城址公園が位置し、その内部や周辺では4つの県立高校（高田・高田北城・高田南城・上越総合技術）や上越教育大学附属中学校など教育機関が集中するほか、陸上自衛隊高田駐屯地が所在する。
かつては長崎屋高田店や上越大和、いづも屋百貨店など本町通り商店街沿いに大型商業施設が林立していたがいずれも閉店し、あすとぴあ高田、イレブンプラザなどの再開発ビルに転換されている。

### 駅西側
かつて出口を求める話もあったが開設されず、迂回する形での移動となる。
駅西側は住宅街となっているが城下町としての名残から寺院が数多く立ち並び、寺町を形成している。

## バス路線
2020年4月時点での情報を示す。「高田駅前案内所」は駅前ロータリーを東へ出て最初の交差点に位置する。
「高田駅前」「高田駅前案内所」バス停
- 高速バス（県内）
  - 【ときライナー】J 上越線
- 高速バス（県外）
  - 東京 - 上越線
- 路線バス（頸城自動車）
  - 1 上越大通り線
  - 6 富岡線
- 路線バス（くびき野バス）
  - 22 増田線 ※平日のみ運行
  - 41 宮口線
  - 43 真砂・岡田線 ※平日のみ運行
  - 44 高田・浦川原線
  - 45 水科・今保線 ※平日のみ運行
  - 46 島田線
  - 47 清里線
  - 48 高田南循環線 ※平日のみ運行

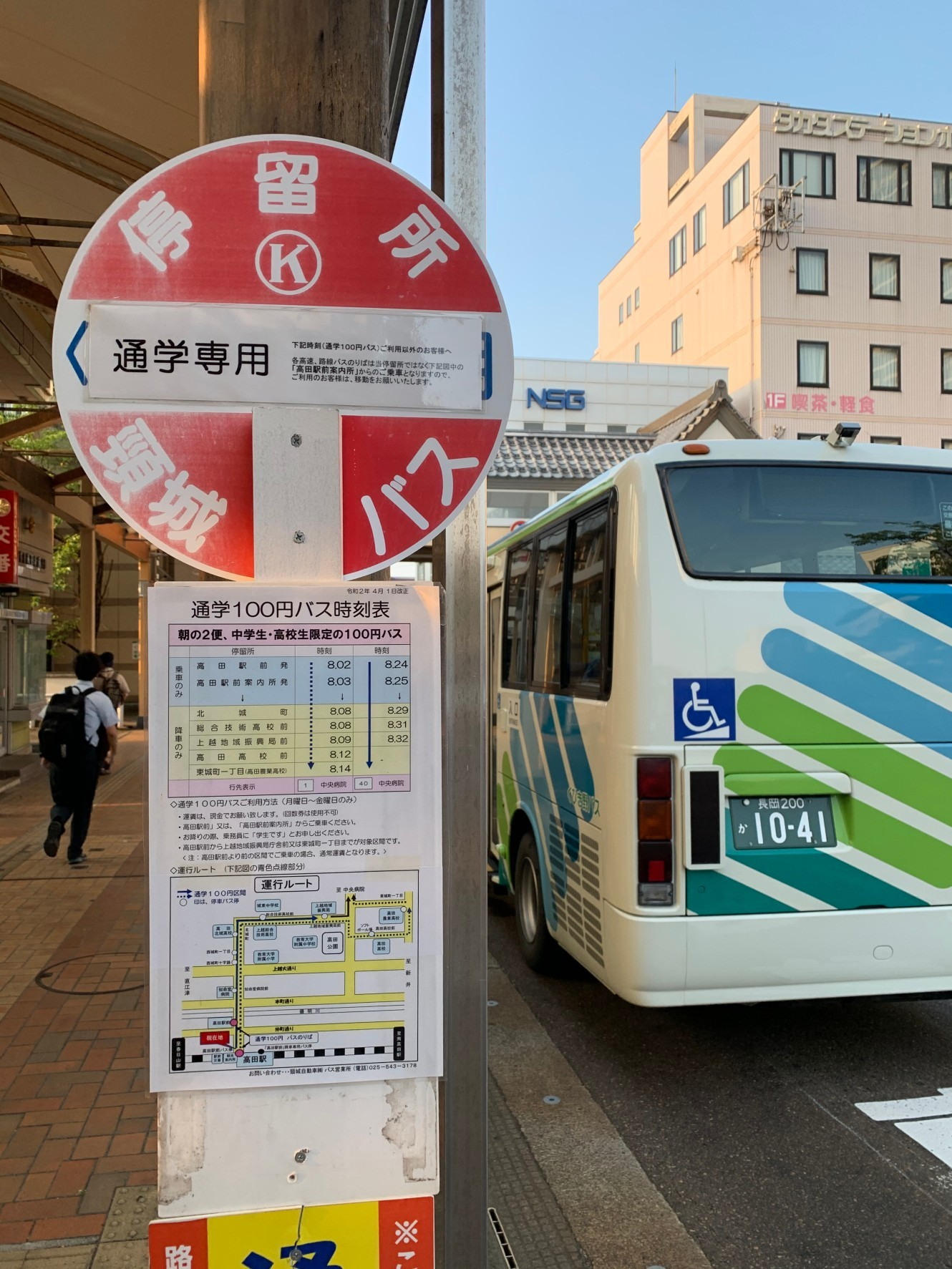
高田駅前の通学専用バス停（2020年8月） 通常の路線バス・高速バスは駅から徒歩約2分、駅前通沿いの「高田駅前案内所」前から出発する。
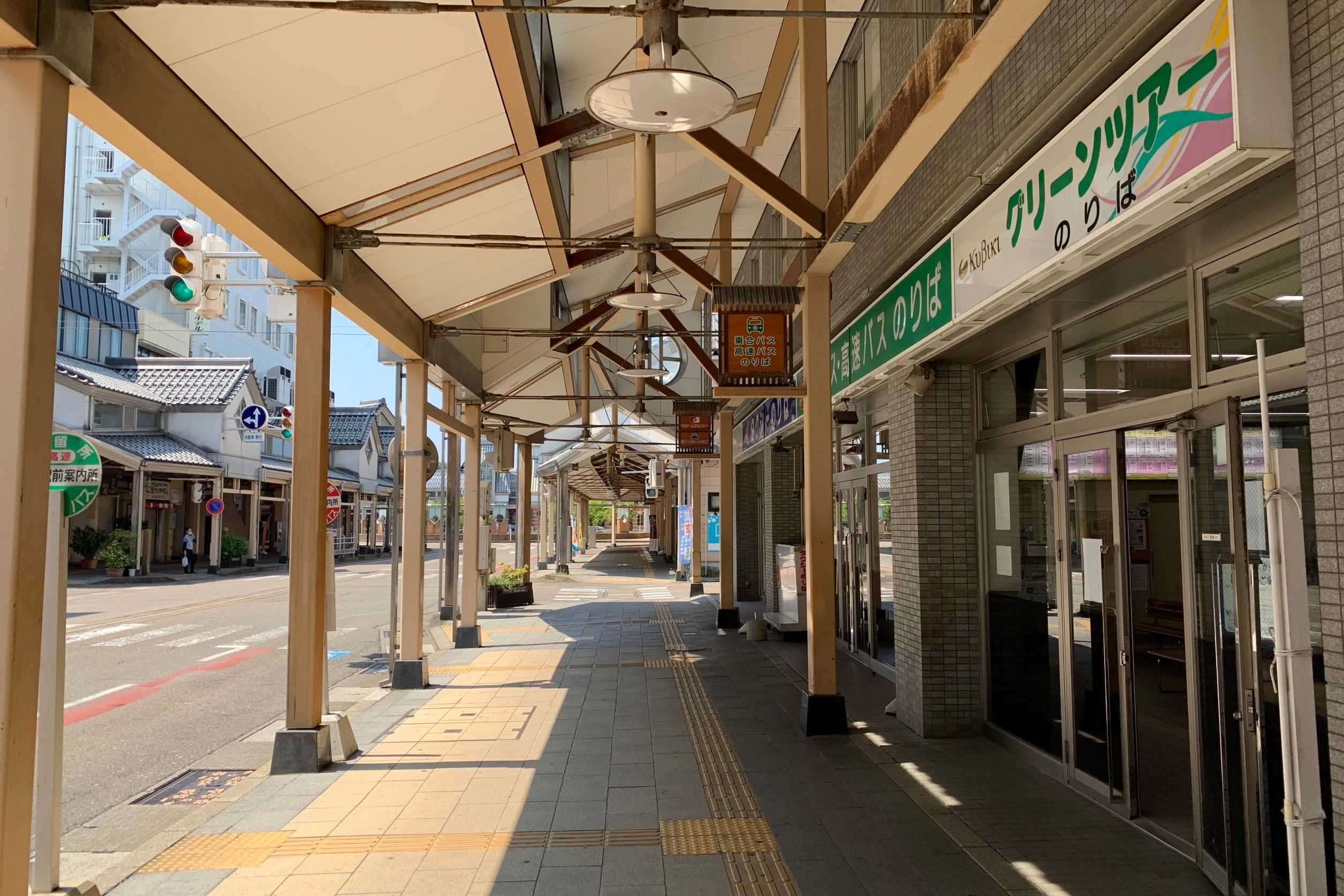
高田駅前案内所（2020年8月）

## 隣の駅
えちごトキめき鉄道
■妙高はねうまライン
- 特急「しらゆき」・観光列車「越乃Shu*Kura」停車駅

■快速（土休日のみ運転、臨時列車扱い）・■普通（「おかえり上越」も含む）
南高田駅 - 高田駅 - 春日山駅

### 記事本文